# Чемпионат СССР по лыжным гонкам 1966
38-й лично-командный чемпионат СССР по лыжным гонкам (Финал II зимней Спартакиады народов СССР, посвященной XXIII съезду КПСС) проводился в Свердловске с 5 по 12 марта 1966 года. Соревнования проводились по семи дисциплинам — гонки на 15, 30 и 50 км, эстафета 4×10 км (мужчины), гонки на 5 и 10 км, эстафета 4х5 км (женщины).

## Медалисты

### Мужчины
|                  | Золото                                                                       | Серебро                                                                                       | Бронза                                                                               |
| ---------------- | ---------------------------------------------------------------------------- | --------------------------------------------------------------------------------------------- | ------------------------------------------------------------------------------------ |
| Гонка на 15 км   | Утробин Иван «Труд» Московская область                                       | Упоров Владислав «Труд» Свердловская область                                                  | Наседкин Анатолий «Динамо» Москва                                                    |
| Гонка на 30 км   | Акентьев Анатолий Вооружённые Силы Москва                                    | Утробин Иван «Труд» Московская область                                                        | Смирнов Геннадий «Динамо» Новосибирская область                                      |
| Гонка на 50 км   | Утробин Иван «Труд» Московская область                                       | Наседкин Анатолий «Динамо» Москва                                                             | Веденин Вячеслав «Динамо» Москва                                                     |
| Эстафета 4х10 км | Москва Акентьев Анатолий Веденин Вячеслав Ворончихин Игорь Наседкин Анатолий | Новосибирская область Смирнов Геннадий Солодянкин Александр Лязгин Анатолий Тихонов Александр | Кемеровская область Ярлыков Дмитрий Якушин Геннадий Хроленок Дмитрий Теребов Николай |

### Женщины
|                 | Золото                                                              | Серебро                                                                 | Бронза                                                                                    |
| --------------- | ------------------------------------------------------------------- | ----------------------------------------------------------------------- | ----------------------------------------------------------------------------------------- |
| Гонка на 5 км   | Боярских Клавдия «Труд» Свердловская область                        | Колчина Алевтина «Динамо» Москва                                        | Терехина Нина «Урожай» Московская область                                                 |
| Гонка на 10 км  | Боярских Клавдия «Труд» Свердловская область                        | Колчина Алевтина «Динамо» Москва                                        | Ачкина Рита Вооружённые Силы Москва                                                       |
| Эстафета 4х5 км | Ленинград Зайцева Нина Мекшило Евдокия Каалисте Анна Гусакова Мария | Москва Сергеева Людмила Ачкина Рита Комарова Валентина Колчина Алевтина | Свердловская область Соболева Зинаида Карулина Галина Халитова Валентина Боярских Клавдия |

Лично-командное первенство СССР (5-е) в лыжной гонке на 70 км среди мужчин проводилось в Мурманске 10 апреля 1966 года.

### Мужчины (70 км)
|                | Золото                                        | Серебро                                     | Бронза                      |
| -------------- | --------------------------------------------- | ------------------------------------------- | --------------------------- |
| Гонка на 70 км | Липашев Николай «Спартак» Калининская область | Мухин Николай «Спартак» Калининская область | Пятало Ким «Спартак» Москва |